# Ibrahim Ba
Ne doit pas être confondu avec Ibrahima Ba.
Pour les articles homonymes, voir Ibrahim et Ba (nom de famille).
Ibrahim Ba est un footballeur français né le 12 novembre 1973 à Dakar au Sénégal,.

## Biographie
Né au Sénégal, Ibrahim  Ba commence le football en France à Abbeville, avant de fréquenter quelques formations parisiennes sans jamais intégrer un centre de formation. Il découvre l'élite le 19 janvier 1992 contre Sochaux (0-0), à 18 ans, avec le club du Havre Athletic Club.
En 1996, il rejoint les Girondins de Bordeaux, club qui lui permet de se faire connaître partout en Europe en une seule saison. Ailier excentré sur le côté droit, il se distingue par ses montées qui allient technique et puissance physique. Appelé en équipe de France alors que son père Ibrahima Ba Eusebio fut capitaine de l'équipe du Sénégal, Ibrahim Ba se met en évidence dès sa première sélection contre le Portugal au mois de janvier 1997 en inscrivant un but à l'issue d'une action individuelle.
Les plus grands clubs européens cherchent alors à le recruter. Le Milan AC engage Ba à l'été 1997. Dans le club lombard, la concurrence est rude et les exigences plus élevées qu'en Gironde. Cependant, le joueur parvient à faire 31 matchs dans le "grand" Milan, mais ne marque qu'un but en championnat.
Dans une saison importante où la Coupe du monde 1998 organisée par la France est en ligne de mire, le joueur est moins en vue, n'ayant obtenu que trois sélections depuis son arrivée en Italie. Intégré à la pré-sélection de 28 joueurs, il fait partie des six joueurs finalement non retenus par Aimé Jacquet et qui quittent le centre de Clairefontaine en pleine nuit le 22 mai 1998. Cette non-participation à la Coupe du monde changera à jamais la carrière du joueur.
Au retour de la saison en Italie, on ne retrouvera jamais le même joueur. Peinant de plus en plus à s'imposer en Italie, ne faisant qu'une quinzaine de matchs en 1998-1999.
À la relance, le joueur est prêté en 1999-2000 à Pérouse, toujours en série A où il ne s'impose pas. De retour à Milan en 2000-2001, il n'est plus qu'un joueur de soutien et ne fait que cinq matchs en série A et quatre en Europe. Le joueur retente alors un retour en France, à Marseille, mais une fois encore Ba ne réussit pas à relancer sa carrière et à retrouver son niveau de la saison 1996-1997. Pire, le club est tellement à la peine que le joueur n'honore même pas son prêt jusqu'à son terme, retournant au Milan AC à la trêve hivernale. Il ne dispute cette saison là que neuf matchs en L1 et deux matchs avec le Milan AC.
Pour sa dernière année de contrat à Milan (2002-2003), il reste au club mais ne fait plus que de rares apparitions sur les terrains (3 en championnat).
Après une série de passages infructueux par l'Angleterre et le club de Bolton, en Turquie à Rizespor, Ba évolue au début de l'année 2005 dans le club suédois de Djurgårdens IF.
S'entraînant avec le club de Varèse en Serie C2, Ibrahim Ba, bénéficiant d'une bonne expérience du haut niveau, s'engage en juillet 2007 jusqu'en juin 2008 avec le Milan AC, son contrat incluant une option de prolongation. Mais celle-ci n'est pas levée puisque le joueur n'a pas une minute de temps de jeu à son actif à la suite de son retour au club.
Le 21 mai 2008, il met un terme à sa carrière et annonce qu'il va devenir recruteur pour la zone Afrique au sein du Milan AC. En février 2015, il est recruteur pour ce club et réside à Milan.

## Palmarès

### En club
- Champion d'Italie en 1999 avec le Milan AC
- Champion de Suède en 2005 avec le Djurgårdens IF
- Vainqueur de la Coupe de Suède en 2005 avec le Djurgårdens IF
- Finaliste de la Coupe d'Italie en 1998 avec le Milan AC
- Finaliste de la Coupe de la Ligue en 1997 avec les Girondins de Bordeaux
- Membre de l'équipe-type de Division 1 en 1997

### En équipe de France
- 8 sélections et 2 buts entre 1997 et 1998

| Matchs internationaux | Matchs internationaux | Matchs internationaux                          | Matchs internationaux | Matchs internationaux | Matchs internationaux | Matchs internationaux                                                    |
| #                     | Date                  | Lieu                                           | Adversaire            | Résultat              | Compétition           | Notes                                                                    |
| --------------------- | --------------------- | ---------------------------------------------- | --------------------- | --------------------- | --------------------- | ------------------------------------------------------------------------ |
| 1                     | 22 janvier 1997       | Estádio 1.º de Maio (pt), Braga, Portugal      | Portugal              | V 2 - 0               | Match amical          | Titulaire et buteur, remplacé par Youri Djorkaeff à la 62e minute.       |
| 2                     | 26 février 1997       | Parc des Princes, Paris, France                | Pays-Bas              | V 2 - 1               | Match amical          | Titulaire, remplacé par Patrice Loko à la 78e minute.                    |
| 3                     | 2 avril 1997          | Parc des Princes, Paris, France                | Suède                 | V 1 - 0               | Match amical          | Titulaire, remplacé par Marc Keller à la 81e minute.                     |
| 4                     | 3 juin 1997           | Stade de Gerland, Lyon, France                 | Brésil                | N 1 - 1               | Tournoi de France     | Titulaire.                                                               |
| 5                     | 11 juin 1997          | Parc des Princes, Paris, France                | Italie                | N 2 - 2               | Tournoi de France     | Titulaire.                                                               |
| 6                     | 11 octobre 1997       | Stade Bollaert, Lens, France                   | Afrique du Sud        | V 2 - 1               | Match amical          | Entre en jeu à la place de Youri Djorkaeff à la 78e minute, puis buteur. |
| 7                     | 12 novembre 1997      | Stade Geoffroy-Guichard, Saint-Étienne, France | Écosse                | V 2 - 1               | Match amical          | Titulaire, remplacé par Franck Gava à la 80e minute.                     |
| 8                     | 28 janvier 1998       | Stade de France, Saint-Denis, France           | Espagne               | V 1 - 0               | Match amical          | Titulaire, remplacé par Robert Pirès à la 62e minute.                    |

| Buts internationaux | Buts internationaux | Buts internationaux                       | Buts internationaux | Buts internationaux | Buts internationaux | Buts internationaux | Buts internationaux | Buts internationaux | Buts internationaux |
| #                   | Date                | Lieu                                      | Adversaire          | Résultat            | Compétition         | Détail              | Détail              | Détail              | Sél.                |
| ------------------- | ------------------- | ----------------------------------------- | ------------------- | ------------------- | ------------------- | ------------------- | ------------------- | ------------------- | ------------------- |
| 1                   | 22 janvier 1997     | Estádio 1.º de Maio (pt), Braga, Portugal | Portugal            | V 2 - 0             | Match amical        | 62e                 | du pied droit       | 2-0                 | 1re                 |
| 2                   | 11 octobre 1997     | Stade Bollaert, Lens, France              | Afrique du Sud      | V 2 - 1             | Match amical        | 83e                 | du pied droit       | 2-1                 | 6e                  |

## Statistiques
- 172 matchs et 14 buts en Division 1
- 72 matchs et 2 buts en Serie A
- 14 matchs et 1 but en Allsvenskan
- 9 matchs et 0 but en Premier League
- 2 matchs et 0 but en Süper Lig
- 4 matchs et 0 but en Ligue des Champions

## Filiation
Ibrahima Ba Eusebio, le père de Ibrahim Ba, était lui-même footballeur professionnel. Né le 16 mai 1951 à Dakar, il joua défenseur, milieu ou ailier gauche, notamment au Havre AC, avec lequel il monta en 2e division en 1979. Il était à l'époque étudiant en comptabilité. Il organisera son jubilé en décembre 1989 à Dakar avec des grandes stars du football de l'époque devant 80 000 spectateurs.